# Coralliophila nux
Coralliophila nux är en snäckart som först beskrevs av Reeve 1846.  Coralliophila nux ingår i släktet Coralliophila och familjen Coralliophilidae. Inga underarter finns listade i Catalogue of Life.